# Saint-Martin, Québec
Saint-Martin är en socken (municipalité de paroisse) och tätort (centre de population) i provinsen Québec i Kanada. Den ligger i regionen Chaudière-Appalaches, i den sydöstra delen av landet, 400 km öster om huvudstaden Ottawa. Antalet invånare vid folkräkningen 2021 var 2 588 i kommunen och 1 672 i tätorten. Landarean är 118 kvadratkilometer.